# 宋象贤广场
宋象贤广场（韓語：송상현 광장）是大韩民国釜山广域市一个公共开放空间，位于釜山镇区中央大路。它是韩国最大的广场。

## 历史
于2012年开工，2013年10月扩建；2014年6月完工后正式开放。2012年4月，对广场的命名进行了竞赛。2012年11月，广场以1592年壬辰倭乱中领兵抗敌的抗日民族英雄宋象贤命名。广场上设有喷泉和雕塑。